# Bergslagens militärområde
Bergslagens militärområde (Milo B), ursprungligen V. militärområdet, var ett militärområde inom svenska Försvarsmakten som verkade åren 1942–1991. Förbandsledningen var förlagd i Karlstads garnison i Karlstad.

## Historik
Den 15 maj 1942 beordrades den blivande stabschefen, major Gustav Åkerman, att påbörja organisationen av V. militärområdesstaben. Arbetet med organisationen och sammansättningen av staben gjordes i Stockholm. Den 1 oktober 1942 förlades militärområdesstaben till Karlstad. Militärområdet leddes av en militärbefälhavare vilken tillfördes ansvaret för den territoriella och den markoperativa uppgiften. År 1966 gjorde en namnändring av militärområdet till Bergslagens militärområde (Milo B). Samtidigt tillfördes de operativa uppgifterna från marinkommandochefer och jakteskaderchefer, vilket gjorde att militärbefälhavaren fick ansvar för den samlade operativa ledning för samtliga stridskrafter inom militärområdet, samt ansvarade även för den territoriella och den markoperativa uppgiften. 
Den 1 juli 1991 sammanslogs militärområdet med och Östra militärområdet (Milo Ö) och bildade Mellersta militärområdet (Milo M). Det nya militärområdet kom i praktiken att täcka hela Svealand. Staben för det nya militärområdet lokaliserades till Strängnäs garnison.

## Försvarsområden
Militärområdet var uppdelat i ett antal försvarsområden vilka täckte Kopparbergs län, Värmlands län och Örebro län. I samband med OLLI-reformen, vilken pågick åren 1973–1975, uppgick försvarsområdesstaberna inom militärområdet i ett brigadproducerande regemente och bildade ett försvarsområdesregemente.
| Fo 51 - Fo 51 – Örebro försvarsområde, 1942–1975 - Fo 51 – Örebro försvarsområde, 1975–2000 Fo 52 - Fo 52 – Karlstads försvarsområde, 1942–1973 - Fo 52 – Värmlands försvarsområde, 1973–2000 | Fo 53 - Fo 53 – Falu försvarsområde, 1942–1973 - Fo 53 – Kopparbergs försvarsområde, 1973–1997 - Fo 53 – Dalarnas och Gävleborgs försvarsområde, 1998–2000 Fo 54 - Fo 54 – Mora försvarsområde, 1942–1953 (Uppgick 1953 i Fo 53) |

## Ingående enheter
Från 1942 till den 30 juni 1991 ingick nedanstående förband, staber och skolor i Bergslagens militärområde. Åren 1942–1966 var endast arméstridskrafterna underställda militärbefälhavaren, då de marina- och flygvapenförbanden var underställda marinkommandon samt flygeskadrar. År 1966 upplöstes marinkommandona samt flygeskadrarna och samtliga förband i Sverige underställdes en militärbefälhavare. Militärområdena omfattade då samtliga försvarsgrenar.

### Organisation 1945
- V. militärbefälsstaben, Karlstad.[3]
- A 9 – Bergslagens artilleriregemente, Kristinehamn.
- I 2 – Värmlands regemente, Karlstad.
- I 3 – Livregementets grenadjärer, Örebro.
- I 13 – Dalregementet, Falun.
- T 2 N – Göta trängkårs kompani i Nora, Nora.

### Organisation 1955
- V. militärbefälsstaben, Karlstad.[4]
- A 9 – Bergslagens artilleriregemente, Kristinehamn.
- I 2 – Värmlands regemente, Karlstad.
- I 3 – Livregementets grenadjärer, Örebro.
- I 13 – Dalregementet, Falun.
- IB 2 – Värmlandsbrigaden, Karlstad.
- IB 3 – Livbrigaden, Örebro.
- IB 13 – Dalabrigaden, Falun.
- IB 33 – Närkebrigaden, Örebro.
- IB 43 – Kopparbergsbrigaden, Falun.

### Organisation 1964
- V. militärbefälsstaben, Karlstad.[5]
- A 9 – Bergslagens artilleriregemente, Kristinehamn.
- I 2 – Värmlands regemente, Karlstad.
- I 3 – Livregementets grenadjärer, Örebro.
- I 13 – Dalregementet, Falun.
- IB 2 – Värmlandsbrigaden, Karlstad.
- IB 3 – Livbrigaden, Örebro.
- IB 13 – Dalabrigaden, Falun.
- IB 33 – Närkebrigaden, Örebro.
- IB 43 – Kopparbergsbrigaden, Falun.

### Organisation 1971
- Milo B – Bergslagens militärområdesstab, Karlstad.
- 16. förd – 16. arméfördelningen, Karlstad
- A 9 – Bergslagens artilleriregemente, Kristinehamn.
- I 2 – Värmlands regemente, Karlstad.
- I 3 – Livregementets grenadjärer, Örebro.
- I 13 – Dalregementet, Falun.
- IB 2 – Värmlandsbrigaden, Karlstad.
- IB 3 – Livbrigaden, Örebro.
- IB 13 – Dalabrigaden, Falun.
- IB 33 – Närkebrigaden, Örebro.
- IB 43 – Kopparbergsbrigaden, Falun.
- IFB – Bergslagens militärområdes intendenturförvaltning, Kristinehamn
- TFB – Bergslagens militärområdes tygförvaltning, Kristinehamn

### Organisation 1987
- Milo B – Bergslagens militärområdesstab, Karlstad.
- ArtSS – Artilleriets stridsskola, Älvdalen.
- A 9 – Bergslagens artilleriregemente, Kristinehamn.
- I 2/Fo 52 – Värmlands regemente, Karlstad.
- I 3/Fo 51 – Livregementets grenadjärer, Örebro.
- I 13/Fo 53 – Dalregementet, Falun.
- IB 2 – Värmlandsbrigaden, Karlstad.
- IB 3 – Livbrigaden, Örebro.
- IB 33 – Närkebrigaden, Örebro.
- IB 43 – Kopparbergsbrigaden, Falun.
- NB 13 – Dalabrigaden, Falun.
- MFB – Bergslagens militärområdes materielförvaltning, Kristinehamn
- SjvS – Försvarets sjukvårdsstyrelse, Karlstad
- VFB – Bergslagens militärområdes verkstadsförvaltning, Kristinehamn

### Organisation 1991
- Milo B – Bergslagens militärområdesstab, Karlstad.
- ArtSS – Artilleriets stridsskola, Älvdalen.
- A 9 – Bergslagens artilleriregemente, Kristinehamn.
- I 2/Fo 52 – Värmlands regemente, Karlstad.
- I 3/Fo 51 – Livregementets grenadjärer, Örebro.
- I 13/Fo 53 – Dalregementet, Falun.
- IB 2 – Värmlandsbrigaden, Karlstad.
- IB 3 – Livbrigaden, Örebro.
- IB 33 – Närkebrigaden, Örebro.
- IB 43 – Kopparbergsbrigaden, Falun.
- MFB – Bergslagens militärområdes materielförvaltning, Kristinehamn
- NB 13 – Dalabrigaden, Falun.
- SjvS – Försvarets sjukvårdsstyrelse, Karlstad
- VFB – Bergslagens militärområdes verkstadsförvaltning, Kristinehamn

## Förläggningar och övningsplatser
När staben började organiseras så förlades stabens expedition den 6 juli 1942 till Enskilda gymnasiet på Nybrogatan 17 i Stockholm. Den 1 oktober 1942 när militärområdesstaben bildades officiellt, förlades staben till Karlstads stads yrkesskola i hörnet av Drottninggatan och Grevgatan. År 1945 förlades staben till en nyuppförd stabsbyggnad på Sandbäcken. Den nyuppförda stabsbyggnaden låg strax norr om Tingvalla idrottsplats. Byggnaden revs någon gång under 1990-talet och marken har använts som en parkeringsplats under namnet Milostaben. Till militärområdesstaben tillhörde även Sandbäckens herrgård, som vat generalsboställe med general Axel Rappe vid Milostaben som förste boställshavare. År 1995 flyttade den siste militären, Bengt Tamfeldt, ut från Sandbäckens herrgård och den militära epoken tog slut. Militärområdesstaben verkade i Sandbäcken fram till den 2 november 1984, då den omlokaliserades till Karolinen på Våxnäsgatan 10 i Karlstad. I Karolinen förblev staben fram till att den 1991 sammanslogs med Östra militärområdesstaben i Strängnäs garnison.

## Förbandschefer
Chefer vid militärområdesstaben åren 1942–1991.

### Militärbefälhavare
- 1942–1944: Generalmajor Axel Rappe
- 1945–1947: Generalmajor Axel Bredberg
  - 1944–1945: Överste Bertil Uggla (tf)
  - 1945–1947: Generallöjtnant Sven Salander (tf)
- 1947–1959: Generallöjtnant Sven Salander
- 1959–1966: Generallöjtnant Regner Leuhusen
- 1966–1967: Generallöjtnant Stig Synnergren
- 1967–1973: Generalmajor Stig Löfgren
- 1973–1979: Generalmajor Sigmund Ahnfelt
- 1979–1983: Generalmajor Gösta Hökmark
- 1983–1991: Generalmajor Bengt Tamfeldt

### Ställföreträdande militärbefälhavare
- 1942–1944: Anders Bergquist
- 1945–1951: Harald Hægermark

### Milostabschefer
- 1942–1944: Överstelöjtnant Gustav Åkerman
- 1944–1949: Överstelöjtnant Börje Furtenbach
- 1949–1954: Överstelöjtnant Sten Langéen
- 1954–1960: Överstelöjtnant Allan Månsson
- 1960–1963: Överstelöjtnant Bo Sandmark
- 1963–1966: Överste Åke Lundberg
- 1966–1966: Överste K A Widberg
- 1966–1966: Överste Karl Eric Holm
- 1966–1968: Överste 1. Gunnar Nordlöf (tf)
- 1968–1972: Överste 1. Gunnar Nordlöf
- 1972–1974: Överste 1. Karl-Gösta Lundmark
- 1974–1984: Överste 1. Sven Werner
- 1984–1986: Överste 1. Percurt Green
- 1986–1987: Överste 1. Bertel Österdahl
- 1987–1989: Överste 1. Lars-Olof Strandberg
- 1989–1990: Överste 1. Bernt Östh
- 1990–1991: Vakant[8]

## Namn, beteckning och förläggningsort
| V. militärområdet         | 1942-10-01 | – | 1966-09-30 |
| Bergslagens militärområde | 1966-10-01 | – | 1991-06-30 |

| V. Milo | 1942-10-01 | – | 1966-09-30 |
| Milo B  | 1966-10-01 | – | 1991-06-30 |

| Stockholms garnison (F) | 1942-07-06 | – | 1942-09-30 |
| Karlstads garnison (F)  | 1942-10-01 | – | 1991-06-30 |